# جزيرة بارو
جزيرة بارو (بالإنجليزية: Barrow Island)‏ هي منطقة وجناح انتخابي في بارو إن فورنيس، كمبريا، إنجلترا. في الأصل منفصلة عن البر الرئيسي البريطاني، شهدت استصلاح الأراضي في ستينيات القرن التاسع عشر الحواف الشمالية للجزيرة متصلة بوسط بارو. تتجه جزيرة بارو أيضًا إلى الجنوب والشرق من خلال نظام رصيف المدينة ومن الغرب قناة والني. بلغ عدد سكان وارد في تعداد 2011 2616.